# ロバート・プアソン
ロバート・プアソン（Robert Puason, 2002年9月11日 - ）は、ドミニカ共和国ラ・ロマーナ州グアイマテ出身のプロ野球選手（遊撃手）。右投両打。MLBのオークランド・アスレチックス傘下所属。

## 経歴
2019年7月にオークランド・アスレチックスと契約してプロ入り。